# The Student Teachers
Pour plus de détails, voir Fiche technique et Distribution.
The Student Teachers est un film américain réalisé par Jonathan Kaplan sorti en 1973.

## Synopsis
Trois nouvelles enseignantes du secondaire utilisent des méthodes peu conventionnelles pour enseigner avec leurs élèves. Rachel enseigne l'éducation sexuelle après les heures de classe, Tracey s'implique dans la photographie de nu et Jody recrute un ancien élève pour s'impliquer dans le commerce de la drogue.

## Fiche technique
- Réalisation : Jonathan Kaplan
- Scénario : Danny Opatoshu
- Montage : George Van Noy
- Photographie : Stephen M. Katz
- Musique : David Nichtern
- Direction artistique : James William Newport
- Durée : 90 minutes

## Distribution
- Brooke Mills : Tracy Davis
- Brenda Sutton : Jody Hawkins
- Johnny Ray McGhee : Carnell Smith
- Susan Damante Shaw : Rachel Burton
- Bob Harris : Dinwiddie
- John Kramer :- Alex Boslick
- Dick Miller : Coach Harris